# Andrena praecox

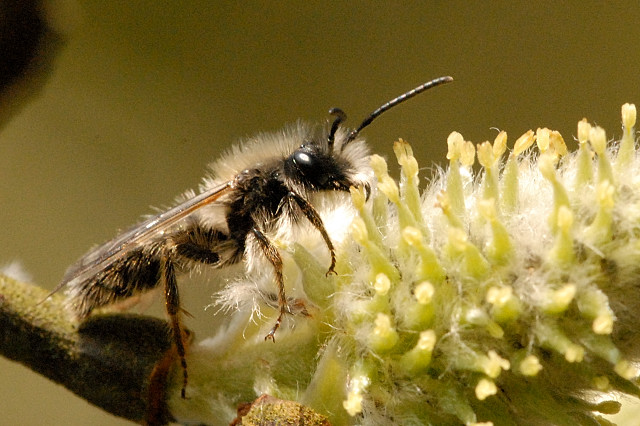
Andrena praecox, Männchen

Andrena praecox ist eine Sandbiene aus der Familie Andrenidae. Sie ist eine solitäre, nestbauende Biene, die jährlich eine Generation hat und in Deutschland von März bis Mai fliegt. Auf Deutsch wird sie manchmal „Frühe-Lockensandbiene“ oder "Frühe Erdbiene" genannt.

## Merkmale
Die Weibchen dieser Sandbiene sind ca. 10 bis 11 mm lang, die Männchen ca. 9 bis 11 mm. Die Behaarung der Weibchen ist überwiegend hellbraun, das Gesicht ist braun (oben schwarz) behaart, das Mesonotum rötlichbraun behaart, die Endfranse ist dunkelbraun, die Schienenbürste der Hintertibien ist gelblich. Der Hinterleib der Weibchen ist oft ganz abgerieben. Die Männchen sind etwas heller. Sie sind im Gesicht und auf der Ventralseite weiß, am Mesonotum schütter gelblichbraun behaart. Zur sicheren Bestimmung benötigt man Vergleichsmaterial und Spezialliteratur.

## Verbreitung und Lebensraum
A. praecox ist in Europa weit verbreitet. Sie kommt von Zentralspanien bis zum Kaukasus und in Kasachstan vor. Nach Norden ist die Art bis jenseits des Polarkreises und nach Süden bis ins Latium und Südungarn verbreitet. In Deutschland, Österreich und der Schweiz ist die Biene aus allen Regionen bekannt.
A. praecox ist vor allem in sandigen Gebieten häufig, in Sand- und Kiesgruben, an Waldsäumen und Hecken.

## Lebensweise
Diese Biene nistet einzeln (selten in kleinen Aggregationen) auf kahlen oder schütter bewachsenen Flächen, oft an Hochwasserdämmen. Die Weibchen graben zeitig im Frühjahr ihr Nest in den Sand und versorgen die Brut ausschließlich mit Pollen von Weiden, sind also streng oligolektisch. Die Männchen umschwärmen oft in Gruppen Baumstämme.
Parasiten: Als Kuckucksbiene parasitiert Nomada ferruginata an der Sandbiene, erwachsene Tiere sind manchmal von dem Fächerflügler Stylops praecocis befallen.